# 남해국제탈공연예술촌
경상남도 남해군 이동면다정리에 남해국제탈공연예술촌은 2008년 5월 개관하였으며 예술창작 및 연구를 돕기 위하여 폐교된 초등학교를 리모델링해 전시관, 도서관, 다초실험극장을 갖춘 살아 숨쉬는 다목적 예술공간이다.

## 내용
국제탈공연예술촌은 다초실험극장, 도서관, 국제탈전시장, 기획전시실, 탈 수장고, 공연예술자료 수장고, 촬영실, 휴게실 등으로 갖춰져 있다.
다초실험극장은 각종 모임과 기획공연, 영상감상실 등으로 이용되고 있다.
도서관에는 2만 여점의 공연관련 도서와 3천여 점의 DVD, 비디오 등이 갖춰져 있으며, 국제탈전시장과 기획전시실은 연중 내내 개방되어 관람할 수 있다.
수장고에는 700여점의 국제탈과 2천여 점의 포스터, 4천여 점의 대본, 5만여 점의 사진자료가 보관되어 있다. 이밖에도 무대미술, 인형, 전단, 팸플릿 등 25만여 점이 보관되어 있고, 이 자료를 복사, 복제할 수 있다.
행사로는 매년 '4계절 영상제'가, 5월에 '남해섬어린이공연예술제'와 '개관기념 행사'가 있고, 7~8월에는 'NIF 남해섬공연예술제'가 매년 열린다. 그리고 7월과 12월에는 '예술교육프로그램'을 진행하고 있다.
2010년에는 다초 8개 마을회관을 전시관화, 꽃길화를 시작, 금석마을회관 2층을 '극단신협 전시관'으로, 회관 앞의 창고를 '원방각 무대미술 전시관'으로 단장하였다. 앞으로 8개 마을 전체를 공연 예술촌으로 꾸밀 예정이다.
또한 '어린이 예술단', '부녀예술단', '실버예술단'을 두어 기량을 닦게 하고 남해 관련 소재들을 개발, 무대화해 나갈 예정이다.

## 같이 보기
- 남해군